# Río Gil de Lemos
El río Gil de Lemos es un curso natural de agua que nace en el lago Gil de Lemos de la Región de Los Lagos, fluye en dirección general oeste y desemboca en el golfo Corcovado.

## Historia
Luis Risopatrón describió el río en 1924:: 353 
Gil de Lemos (Rio) 43° 19' 72° 58’. De corto curso, nace en la laguna del mismo nombre, corre hácia el W con un ancho medio de 8 m, entre riberas cubiertas de quilantares, robles i tepúes i desagua en un esterito que casi seca en bajamar, a corta distancia al SW del puerto de Las Yeguas, de la costa E del golfo del Corcovado; las lanchas salvan la barra i penetran por el rio para guarecerse en una poza de 10 m de ancho. Del apellido del virrei del Perú, Fr. Francisco Gil i Lemos (1787). 1, VIII, p. 147; XIII, p. 180 i carta impresa de Moraleda (1795); i XXXI, carta 159; Jil en 1, XXV, p. 430; 107, p. 9 i 30 i mapa de Krüger (1898); i 156; i Jil o Negro en 1, XXV, p. 230 i 430.